# E.S.P. (Erick Sermon's Perception)
E.S.P. (Erick Sermon's Perception) è il settimo album dell'artista hip hop statunitense Erick Sermon, pubblicato nel 2015.

## Tracce
1. The Sermon – 2:11
2. Daydreamer (featuring Too $hort & The Voice) – 3:07
3. Angry (featuring The Voice) – 2:57
4. Lyrics – 0:13
5. Make Room (featuring Sheek Louch & Joell Ortiz) – 3:46
6. Serious (featuring Syleena Johnson) – 3:59
7. One Shot (featuring Masspike Miles) – 3:14
8. Jokes (Skit) – 0:34
9. Clutch (featuring Method Man & Redman) – 3:47
10. With You (featuring Faith Evans) – 3:57
11. Culture (featuring Fish Grease) – 4:13
12. Still Getting It (featuring Krayzie Bone) – 3:52
13. Neva Take (featuring Keith Murray & Fred Da Godson) – 4:55
14. Jack Move (featuring Jarren Benton) – 2:23
15. Impostors – 0:50

## Classifiche
| Classifica (2015)         | Posizione massima |
| ------------------------- | ----------------- |
| US Top R&B/Hip-Hop Albums | 41                |